# ホンダモーターサイクルジャパン
株式会社ホンダモーターサイクルジャパンは、本田技研工業の子会社。日本でのホンダ製のオートバイをはじめとする製品の販売、サービスを行う。

## 沿革
- 1999年3月 - ホンダ二輪東北、ホンダ二輪関東、ホンダ千葉二輪、神奈川ホンダ販売を統合しホンダ二輪東日本、ホンダ二輪近畿、ホンダ二輪中国、ホンダ二輪四国、ホンダ二輪九州を統合しホンダ二輪西日本にそれぞれ変更。
- 2001年8月1日 - ホンダ二輪東日本、ホンダ二輪中部、ホンダ二輪西日本を統合し株式会社ホンダモーターサイクルジャパンとなる。